# 渋谷五郎
渋谷五郎（しぶたに　ごろう、1937年9月30日 - 2020年10月25日）は日本の卓球選手。戦型はカット主戦型。息子は元卓球選手の渋谷浩。明治大学卓球部監督を長年務めた。1961年の第26回世界卓球選手権北京大会では荻村伊智朗、村上輝夫、星野展弥、木村興治と共に銀メダルを獲得した。第12回日本卓球人賞指導者賞受賞。

## 主な戦績
- 1957年 - 全日本学生卓球選手権大会シングルス優勝、ダブルス優勝[1]
- 1959年 - 全日本卓球選手権大会シングルス優勝[2]、全日本大学卓球選手権シングルス優勝
- 1960年 - アジア卓球選手権ダブルス準優勝、団体優勝
- 1961年 - 世界卓球選手権団体2位

## 著書
- 『カットを斬る』（卓球レポート）